# Simon Suter
Simon Suter  (* 1991) ist ein Schweizer Unihockeyspieler, der beim Nationalliga-B-Verein UHC Pfannenstiel unter Vertrag steht.

## Karriere

### UHC Uster
Suter debütierte 2009 in der ersten Mannschaft des UHC Uster in der damaligen Swiss Mobiliar League.

### Balrog B/S IK
2015 wechselte Suter für ein Jahr nach Schweden. Er schloss sich dem Allsvenskan-Team Balrog B/S IK an. Für die Südschweden absolvierte er 17 Partien und erzielte dabei acht Tore und zwei Assists.

### UHC Uster
Nach einem Jahr in Schweden kehrte Suter zum UHC Uster zurück.

### UHC Pfannenstiel
2021 wechselte Suter zum damaligen 1. Liga-Verein UHC Pfannenstiel Egg-Maur-Oetwil am See.